# Plectiscidea nava
Plectiscidea nava är en stekelart som först beskrevs av Forster 1871.  Plectiscidea nava ingår i släktet Plectiscidea och familjen brokparasitsteklar. Inga underarter finns listade i Catalogue of Life.